# Вардарска Македонија
Вардарска Македонија, позната и као Северна Македонија или Српска Македонија, или као Вардарска Србија или Јужна Србија, дио је области Македоније, који је Букурешким миром из 1913. године припао Краљевини Србији. Данас, већина територије Вардарске Македоније одговара територији Републике Северне Македоније (98,09%), док се остатак налази на територији Републике Србије (1,91%) и одговара простору које заузима манастир Прохор Пчињски са околином. У њему је одржано прво засједање АСНОМ-а на коме је донесена одлука о оснивању македонске државе у саставу федеративне Југославије.
Појам Вардарске Србије је често употребљаван насупрот појмовима Вардарске Македоније или Српске Македоније, пошто ови појмови због грчког порекла имена Македоније и осетљивости грчких савезника на сваку злоупотребу тог имена нису сматрани прикладнима за остваривање српских националних циљева на том простору.
Ипак, на мапама Македоније Вардарска Македонија има различите границе од општеприхваћених. На мапама Македоније које је израдио Димитрија Чуповски у Санкт Петербургу 1913. године, територији Вардарске Македоније припали су дијелови источне Албаније (околина Пишкопеје сјеверозападно од Дебра), дијелови Косова (Качаник и околина) и крајње јужни дијелови средишње Србије (Прешево). Исто тако дијелови Косова и средишње Србије (без дијелова Албаније) смјештени су на мапи Македоније коју су израдили француски стручњаци 1925. године. Првобитним Букурешким миром област Струмице припала је Краљевини Бугарској, али након Првог свјетског рата Нејским мировним уговором из 1919. године Бугарска је била приморана да ту област препусти Краљевству Срба, Хрвата и Словенаца и она се тако уклопила у област Вардарске Македоније.

## Галерија
- Територијални развој Србије од 1815. до 1913. године
- Територијалне промјене након потписивања Букурешког мира 1913. године - Краљевина Србија добила област Старе Србије коју је чинила и Вардарска Македонија
- Област Струмице и околине која је припала Краљевини Срба, Хрвата и Словенаца након Нејског мировног уговора 1919. године